# Robert Opron
Robert Opron (22. února 1932 – 29. března 2021) byl francouzský automobilový designér. Osm let studoval architekturu, malířství a sochařství na pařížské École des Beaux-Arts. Později pracoval v cukrovaru a leteckém průmyslu. V roce 1952 začal pracovat pro automobilku Simca, pro niž vytvořil automobilový koncept Simca Fulgur. Později se setkal s Flaminiem Bertonim, který pracoval pro Citroën (například designér DS), a byl přizván k práci pro tuto automobilku. V roce Opron představil nový design Citroënu DS, mezi jeho další automobily patří SM, CX a GS. Opron automobilku opustil v roce 1974, tedy v době jejích velkých finančních problémů. Počínaje rokem 1975 Opron deset let pracoval pro Renault (nový design Alpine A310, dále Fuego a 9). Později pracoval pro italského výrobce Fiat. Roku 1999 byl jedním z pětadvaceti designérů, kteří byli nominováni na ocenění Car Designer of the Century.